# Championnats de Belgique d'athlétisme 1995
Les Championnats de Belgique d'athlétisme 1995 toutes catégories ont eu lieu les 15 et 16 juillet 1995 à Lede, Oordegem.

## Résultats
| Hommes          | Prestation    | Catégorie       | Femmes             | Prestation |
| --------------- | ------------- | --------------- | ------------------ | ---------- |
| Jos Maes (nl)   | 9 min 04 s 81 | 3 000 m steeple | -                  | -          |
| Carl Van Roeyen | 2,06 m        | Saut en hauteur | Natalja Jonckheere | 1,92 m     |

## Sources
- Ligue belge francophone d'athlétisme